# 烏爾特訥河
47°07′11″N 7°32′07″E / 47.11965°N 7.53520°E

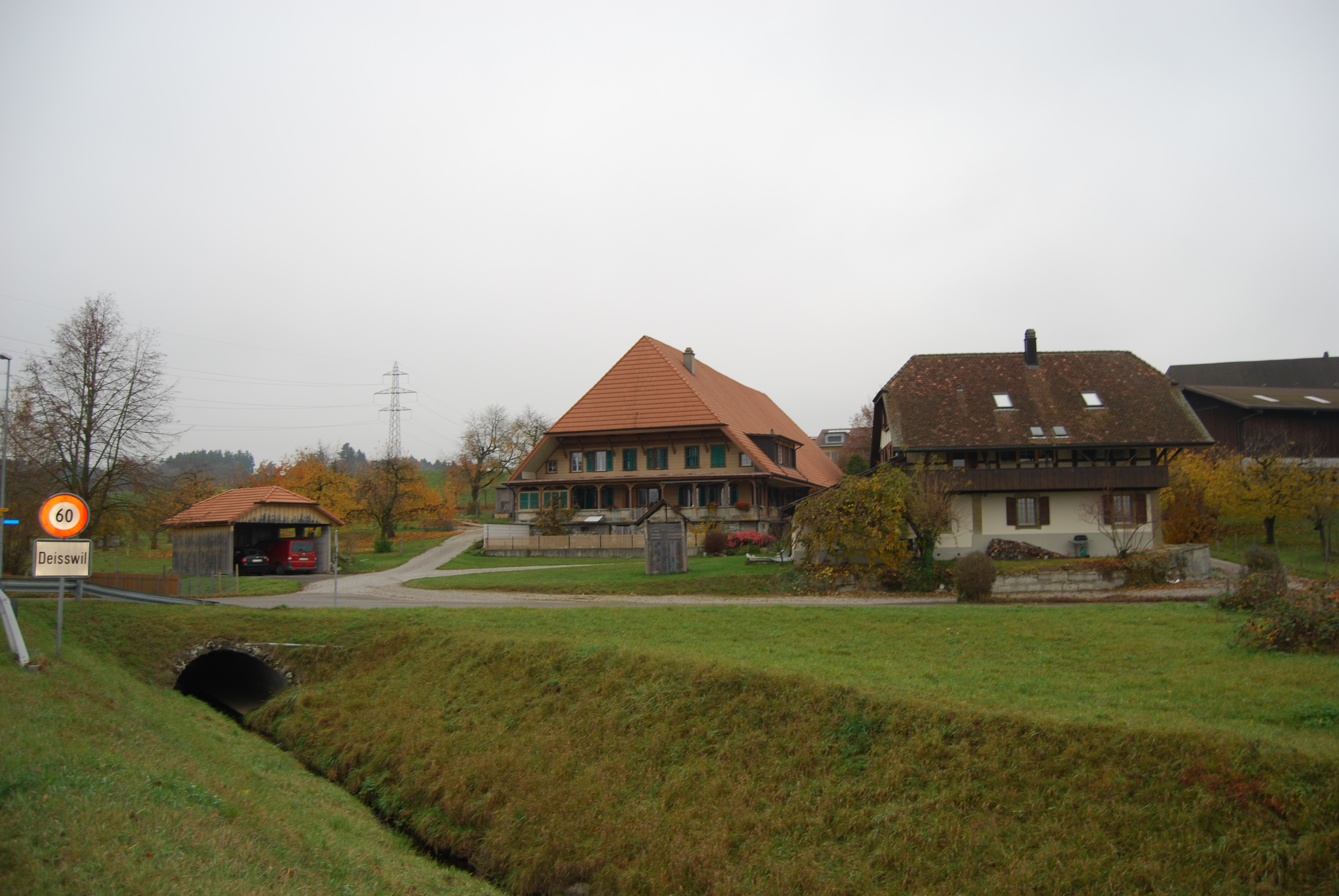

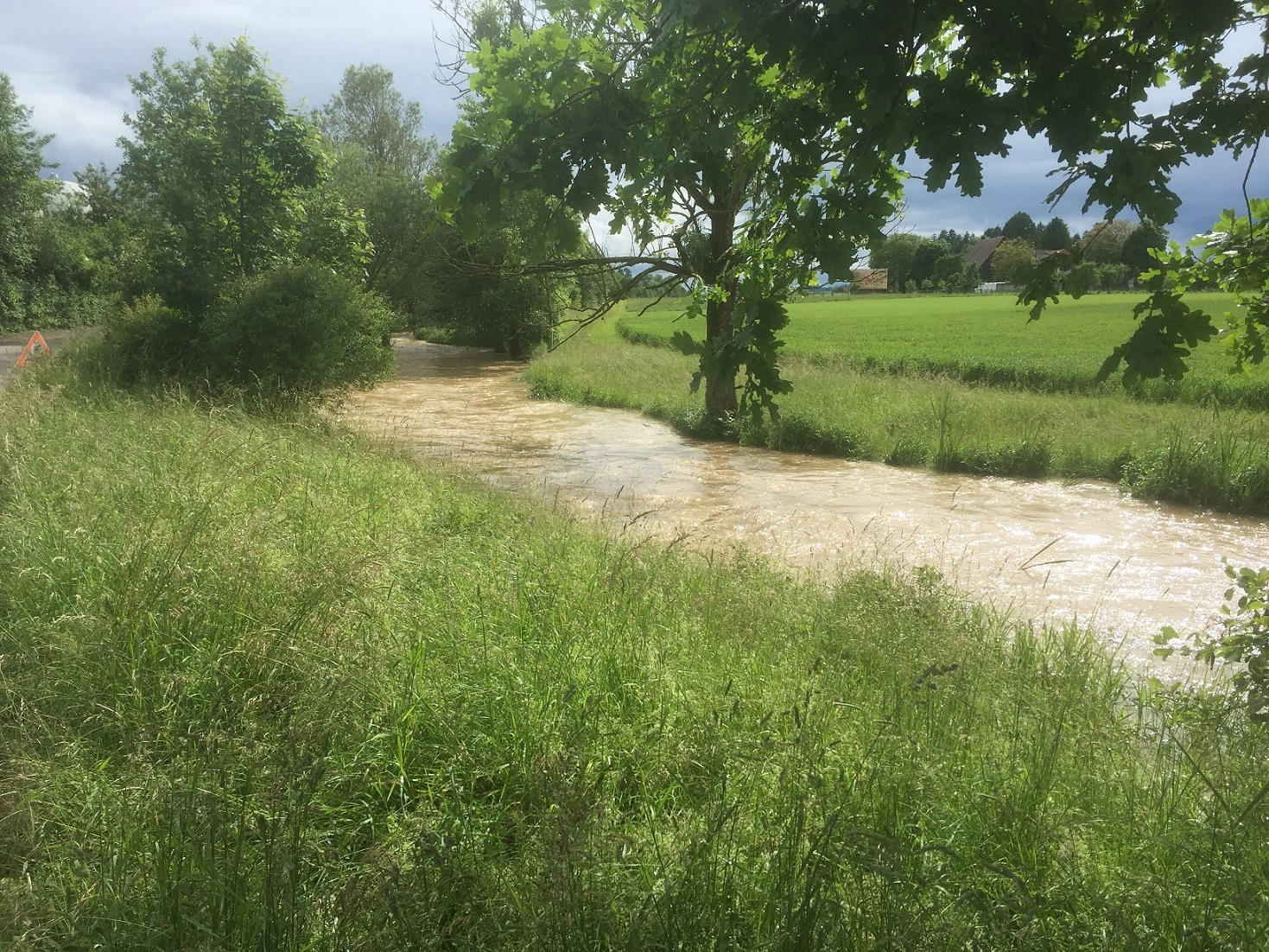

烏爾特訥河是瑞士的河流，位於該國中西部，流經伯恩州，屬於埃默河的左支流，河道全長19.3公里，流域面積97平方公里，發源自明興布赫塞。